# Kevin Sharpe (Pianist)
Kevin Sharpe ist ein US-amerikanischer Pianist und Musikpädagoge.
Sharpe begann seine Ausbildung als Pianist zwölfjährig an der Newark School of the Arts und setzte sie bei Frances Walker am Oberlin Conservatory of Music fort. Nachdem er dort den Grad eines Bachelors erlangt hatte, erwarb er den Master- und Doktorgrad an der Indiana University unter Leitung von Menahem Pressler.
Zu den Preisen, die Sharpe gewann, zählen der Rudolph-Serkin-Preis des Oberlin College und der Erste Preis des Internationalen Johann-Sebastian-Bach-Klavierwettbewerbes 1991 in Washington. Außerdem war er Preisträger der National Association of Negro Musicians Competition und der National Young Artists Piano Competition. Seitdem tritt Sharpe in den USA, aber auch in Mexiko, Island, Finnland, Argentinien, Hong Kong und der Tschechischen Republik als Pianist auf. Seine Interpretation von Bachs Goldbergvariationen wurde viel beachtet und von Bernard Holland, dem Musikkritiker der New York Times gelobt. Eine CD mit Aufnahmen von Werken Respighis, Samuel Coleridge-Taylors, Mendelssohns und Ravels erschien beim Label Eroica. Sharpe unterrichtet Klavier und Kammermusik an der University of Florida. 2000 erhielt er hier den Teacher of the Year Award.